# Gottesheide mit Schloß- und Lenzener See
Gottesheide mit Schloß- und Lenzener See este o arie protejată (arie specială de conservare — SAC, sit de importanță comunitară — SCI) din Germania întinsă pe o suprafață de 1.397 ha, integral pe uscat.

## Localizare
Centrul sitului Gottesheide mit Schloß- und Lenzener See este situat la coordonatele 53°34′51″N 14°17′30″E / 53.5808°N 14.2917°E.

## Înființare
Situl Gottesheide mit Schloß- und Lenzener See a fost declarat sit de importanță comunitară în decembrie 1999 pentru a proteja 2 specii de animale. Situl a fost protejat și ca arie specială de conservare în august 2016.

## Biodiversitate
Situată în ecoregiunea continentală, aria protejată conține 5 habitate naturale: Ape puternic oligomezotrofe cu vegetație bentonică cu Chara spp., Mlaștini turboase de tranziție și turbării mișcătoare, Păduri de fag Luzulo-Fagetum, Păduri de fag Asperulo-Fagetum, Mlaștini împădurite.
La baza desemnării sitului se află mai multe specii protejate:
- mamifere (1): vidră de râu (Lutra lutra)
- nevertebrate (1): libelule (Leucorrhinia pectoralis)